# Néos Mylótopos
Néos Mylótopos är en ort i Grekland.   Den ligger i prefekturen Nomós Péllis och regionen Mellersta Makedonien, i den norra delen av landet, 300 km norr om huvudstaden Aten. Néos Mylótopos ligger 50 meter över havet och antalet invånare är 2 835.
Terrängen runt Néos Mylótopos är varierad, och sluttar söderut. Runt Néos Mylótopos är det ganska tätbefolkat, med 149 invånare per kvadratkilometer. Närmaste större samhälle är Giannitsá, 5,3 km sydost om Néos Mylótopos. Trakten runt Néos Mylótopos består till största delen av jordbruksmark.